# Hanna Pushkova
Hanna Pushkova –en bielorruso, Ганна Пушкова– (20 de abril de 1978) es una deportista bielorrusa que compitió en piragüismo en la modalidad de aguas tranquilas. Ganó una medalla de bronce en el Campeonato Mundial de Piragüismo de 2006, en la prueba de K2 1000 m.

## Palmarés internacional
| Campeonato Mundial | Campeonato Mundial | Campeonato Mundial | Campeonato Mundial |
| Año                | Lugar              | Medalla            | Competición        |
| ------------------ | ------------------ | ------------------ | ------------------ |
| 2006               | Szeged (Hungría)   | Medalla de bronce  | K2 1000 m          |